# Searchin'
Searchin' est une chanson écrite par Jerry Leiber et Mike Stoller spécifiquement pour The Coasters. Elle est publiée en 45 tours par Atco Records en mars 1957 et atteint la tête des palmarès R & B pour y rester pendant douze semaines. Elle atteint aussi la 3e place du palmarès pop.

## La chanson
Les paroles, écrites par Leiber, utilisent un phrasé vernaculaire. L'intrigue tourne autour de la détermination du protagoniste à retrouver son amour, peu importe où elle pourrait être, même s'il doit recourir à un travail de détective. L'astuce de la chanson réside dans l'énumération de personnages de loi issus de la culture populaire, telles que Sherlock Holmes, Charlie Chan, Joe Friday (en), Sam Spade, Boston Blackie (en), Bulldog Drummond et une référence aux « Northwest Mounties » (les agents de la Gendarmerie royale du Canada du XIXe siècle).

## Parution
Bien que les Coasters connaissaient déjà du succès, c'est Searchin' (avec Young Blood en face A), qui a amène la gloire à ce groupe de rock 'n' roll.
La chanson est entendue dans la revue musicale Smokey Joe's Cafe (en) qui met en vedette les chansons de Leiber et Stoller. On l'entend aussi dans le film d'animation The Iron Giant et le film biographique October Sky tous deux parus en 1999.

## Personnel
La chanson est enregistrée à Los Angeles le 15 février 1957.
| The Coasters - Carl Gardner : chant (ténor) - Obie Young Jessie : chant (baryton) - Billy « Bip » Guy : chant (baryton) - Bobby Nunn : chant (basse) - Adolph Jacobs : guitare | Musiciens additionnels - Mike Stoller : piano - Gil Bernal : saxophone - Barney Kessel : guitare, mandoline - Ralph Hamilton : contrebasse - Jesse Sailes, Alvin Stoller : batterie - Joe Oliveria : congas |

## Classement dans les charts
| Palmarès (1957)                | Meilleure position |
| ------------------------------ | ------------------ |
| États-Unis - Billboard Hot 100 | 3                  |
| États-Unis - Hot R&B Sides     | 1                  |
| États-Unis - Cash Box          | 7                  |
| Royaume-Uni - UK Singles Chart | 30                 |

## Reprises

### Version des Beatles
Pistes inédites de Anthology 1
Cry for a Shadow Three Cool Cats
Les jeunes membres des Beatles aiment les chansons du duo Leiber et Stoller. Ils interprètent régulièrement trois de leurs chansons; Three Cool Cats, Young Blood et Searchin'. Au Royaume-Uni, cette dernière n'a atteint que la 30e place du New Musical Express et n'y est restée qu'une semaine, mais les Beatles l'on rapidement adoptée et adaptée.
Le groupe, avec Pete Best comme batteur, l'enregistre lors de leur audition pour Decca Records, le 1er janvier 1962 avec des paroles qui font mention d'un certain Simon Sling (ou Smith) et à Peter Gunn, personnage de la télé américaine qui n'existait pas au moment de la parution du 45 tours originel. On peut aujourd'hui entendre cet enregistrement sur le disque Anthology 1 publié en 1995.
L'auteur-compositeur-interprète Paul McCartney a choisi Searchin' comme l'un de ses « Desert Island Discs (en) » en 1982.

### Autres versions
La chanson est reprise par Frankie Lymon (1958), The Crickets (1962), Wanda Jackson, Ace Cannon, Pat Boone (1964), The Spencer Davis Group (1965), The Lovin' Spoonful, The Kingsmen (1966), Rare Earth (1968), Otis Blackwell, Billy Lee Riley (1977), Neil Sedaka (1983), John Oates (2011), Ray Stevens (2012), Grateful Dead et Skip Battin, parmi beaucoup d'autres.
The Hollies enregistre une version qui se classe au no 12 au Royaume-Uni en 1963.
Gram Parsons l'enregistre en 1965, dans une version publiée en 2000 dans l'album Another Side of This Life - The Lost Recordings of Gram Parsons, 1965-1966.
Johnny Rivers sort une version de la chanson sous la forme d'un medley avec So Fine qui a atteint la 113e place du classement pop américain en 1973. Jim Croce inclut un extrait de Searchin' dans sa chanson Chain Gang Medley (1975).
Southside Johnny and The Asbury Jukes l'enregistrent en concert à New York en 1976. Cette version est publiée en 1995 sur l'album Jukes Live at The Bottom Line.
Les Muppets l'ont également reprise lors de la première saison du The Muppet Show, tandis que Buck Owens et les Buckaroos l'on chanté sur Hee Haw (Saison 6 Épisode 17). En outre, une version révisée par Cheech & Chong (en) apparaît dans le film Up in Smoke, dans lequel le chanteur décrit la recherche de la marijuana, plutôt que d'une fille ; l'arrangement est fait cette fois dans un style reggae.
Dick Dale and His Del-Tones la réinterprètent en 1964 en la baptisant Surfin', sur l'album Summer Surf.
Il existe également une version en français, avec des paroles écrites par Gisèle Vesta : Cherche, interprété par Les Pingouins en 1962, et reprise en 2005 par Jacques Barsamian & sa bande sur l'album Ce s'ra Noël tous les jours, sous le titre  "Et bien" cherche.